# Баулов, Леонид Иванович
Леонид Иванович Баулов (род. 26 февраля 1950, Свердловск) — советский и российский хоккеист, нападающий, тренер.

## Биография
Воспитанник свердловской «Юности», тренер — Юрий Горбунов. 17 апреля 1968 года дебютировал в чемпионате СССР, в домашнем матче «Автомобилиста» против «Динамо» Киев (5:7) сыграв единственный матч в сезоне. Ещё семь матчей в высшей лиге за «Автомобилист» провёл в сезоне 1984/85. В остальное время выступал за команды низших лиг «Шофёр» Свердловск (1968/69 — 1969/70), «Автомобилист» (1970/71, 1973/74 — 1976/77, 1982/83 — 1984/85), «Спутник» Нижний Тагил (1972/73), «Луч» Свердловск (1977/78 — 1981/82),
«Спутник» / «Нефтяник» Альметьевск (1985/86 — 1986/87).
Играющий тренер в «Спутнике» Альметьевск (1985/86). В 1990—2002 годах (с перерывами) был играющим тренером и главным тренером клуба РТИ.
Тренер в школе «Юность»/СКА-«Юность» (2005—2020).